# Medinet Maadi
Medinet Maadi egy egykori település a Fajjúm-oázis délnyugati részén a hellenisztikus korban, illetve utána, a Római Birodalomban Narmuthisznak nevezett város romjaival. A görög-római jellegű romok között feltárt három templom közül az „A” jelű Renenutet kobraistennő temploma; Záhi Havássz szerint ez az egyetlen olyan templom, amely a középbirodalom idejéből viszonylag épen fennmaradt.

## Története

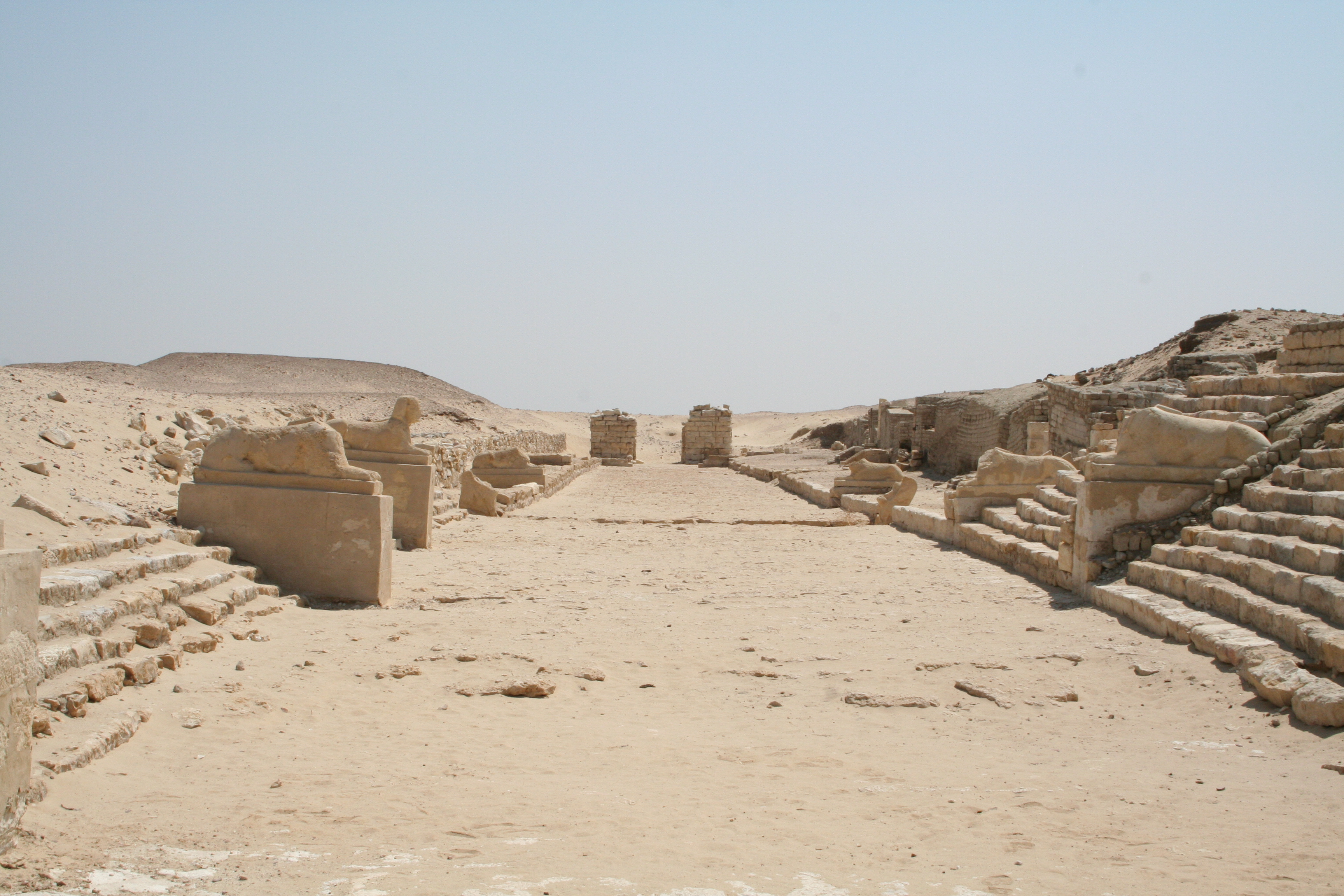
A dromosz

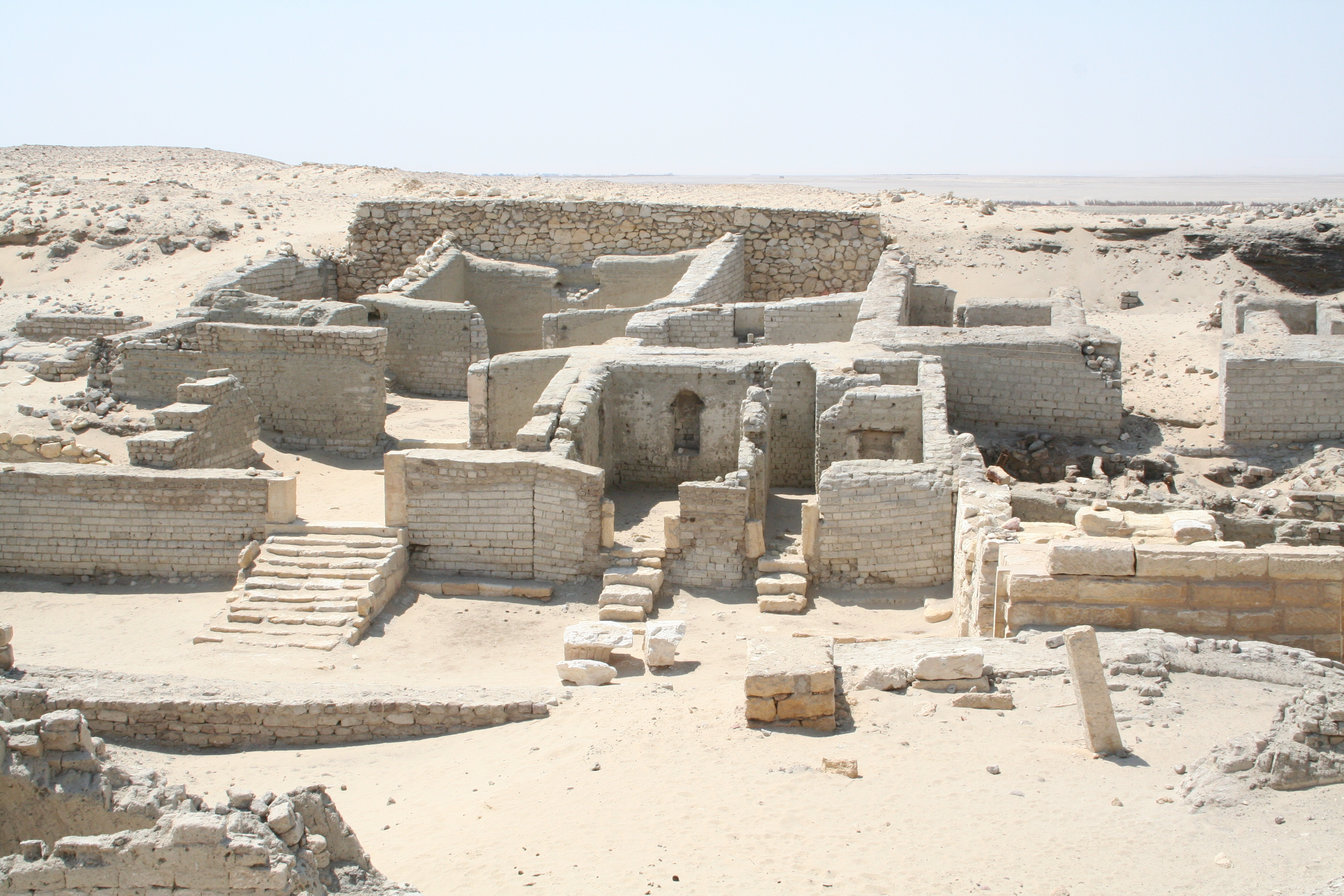
A rommező

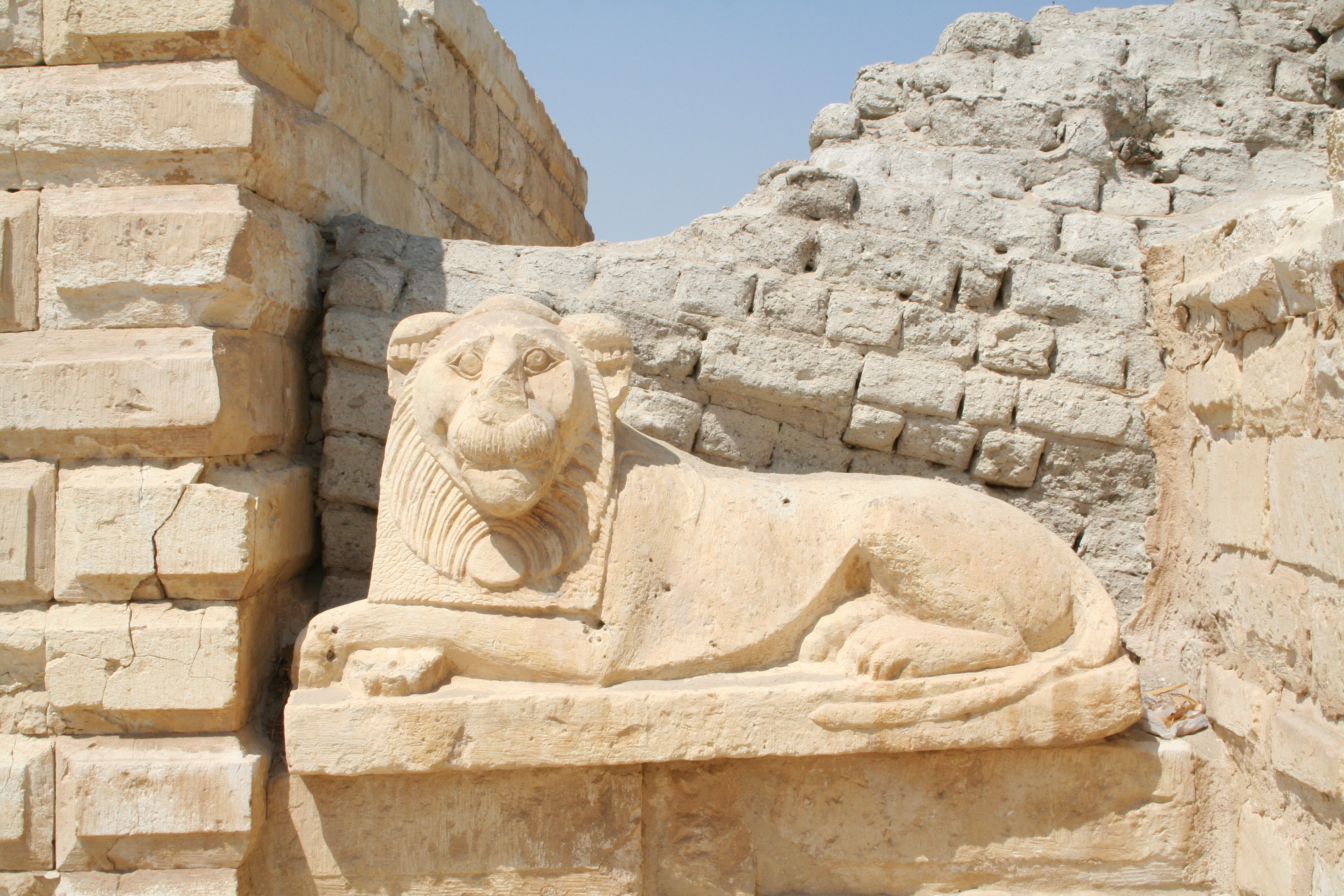
Oroszlánszobor Renenutet templomának bejárata előtt

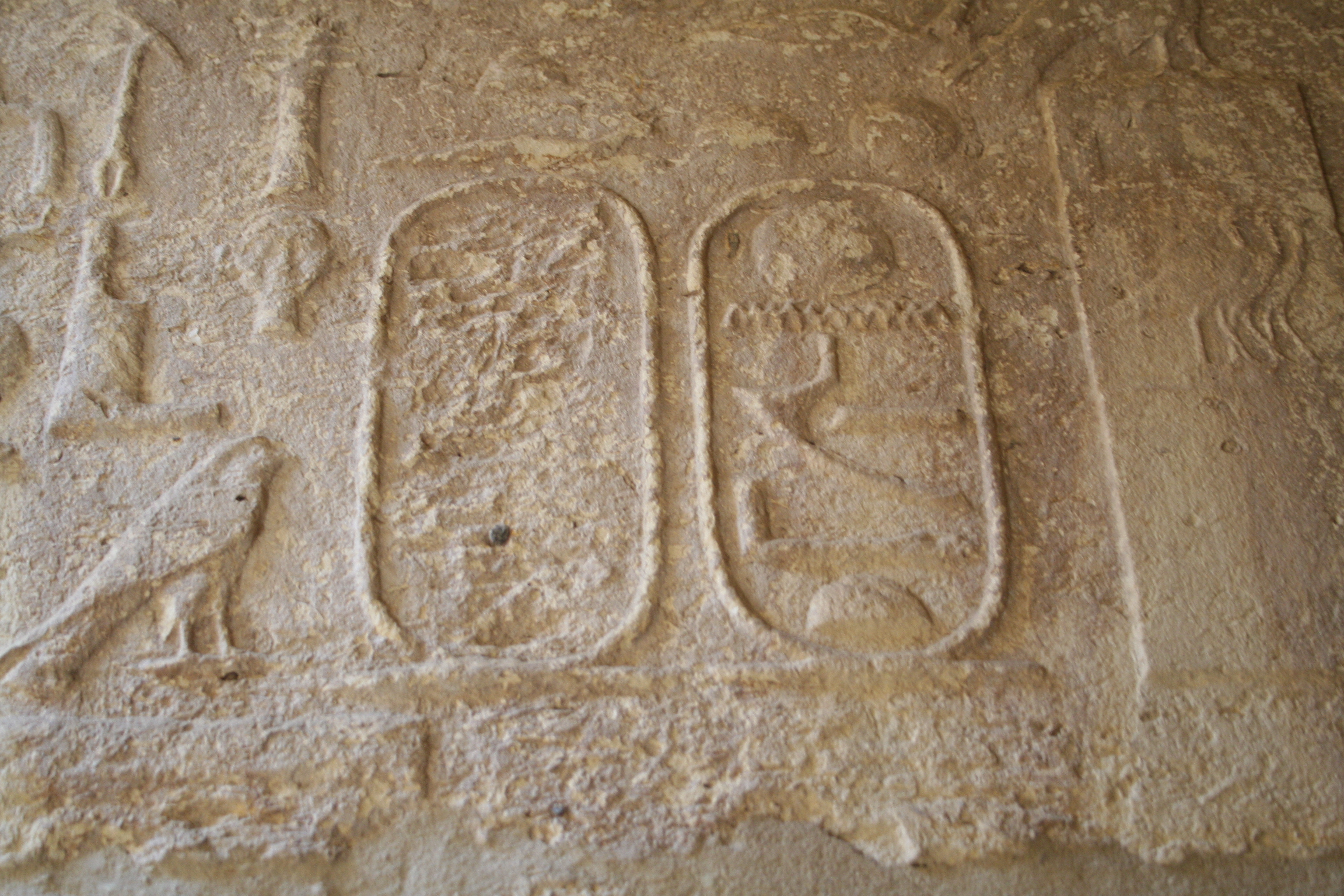
III. Amenemhat sztéléje (részlet)

A középbirodalom idején itt már város állt. A várost védő Renenutet templomát a kb. i. e. 1860 – i. e. 1814) között uralkodott III. Amenemhat kezdte építtetni és utóda, IV. Amenemhat (i. e. 1815 – i. e. 1806) fejezte be. A templom az újbirodalom idején is használatban maradt — olyannyira, hogy Merenptah fáraó felállíttatta benne a szobrát.
Az újbirodalom összeomlása után a hely elnéptelenedett, és csak a Ptolemaioszok uralkodása alatt telepítették be újra; ekkor a város kb. 0,6 km²-re terjedt ki; a fontosabb templomok a város nyugati részén álltak. É–D-i középvonalában impozáns dromoszt építettek ki. A várost sosem kerítették fallal, viszont központjában Diocletianus császár idejében egy castrumot építettek a 4. numídiai cohors számára. a kb. 50 m x 50 m-es erőd bejárata a déli oldalon nyílt; mind a négy sarkán torony emelkedett.
A bizánci időkben már csak a korábbi város déli részét lakták. Ugyancsak elhagytak egyes templomokat. Az arab hódítás után, a 9. századtól lakói végleg elhagyták.
A 2006-os, Záhi Havássz vezette ásatások számos hivatali épületet, raktárt és lakóépületet tártak fel.

## A templomok

### „A” templom
Renenutet kis temploma valószínűleg az oázis északi részén, Kaszr el-Szagában épített templom mintáját követi, annak hosszházas változata. Bejárata előtt kétoszlopos tornác állt; sötét színű homokkőből épült csarnokából a bejárattal szemben három szoborfülke nyílt — a középsőben az istennő szobra állt, az oldalsókban a templomot építtető két Amenemheté. Az egyszerű kompozíció a sziklasírok hangulatát idézi.

### „B” templom
A „B” templom az „A” templom mögött áll; bejárata északról nyílik

### „C” templom
A Retenutet templomától keletre álló „C” templomot, amely két krokodilmúmia kultusza számára épült, 1995–1999 között tárták fel. Az egyiptomi történelem ptolemeida szakaszában épült és igen jó állapotban maradt fenn; falai négy méter magasan állnak. Bejárata a templomegyüttes többi tagja felé nyílik.

## Fordítás
Ez a szócikk részben vagy egészben  a   Medinet Madi című angol Wikipédia-szócikk ezen változatának fordításán alapul.  Az eredeti cikk szerkesztőit annak laptörténete sorolja fel. Ez a jelzés csupán a megfogalmazás eredetét és a szerzői jogokat jelzi, nem szolgál a cikkben szereplő információk forrásmegjelöléseként.